# Suicides de paysans en Inde
Le phénomène des suicides de paysans en Inde, souvent du fait de leur incapacité à rembourser les prêts qu'ils avaient contractés, a attiré l'attention depuis les années 1990, même si le taux de suicide des paysans est en réalité plus faible que celui de l’ensemble de la population.
Le Bureau national (indien) des archives criminelles (en) y consacre un chapitre de son rapport annuel depuis 2014. En 2014, un total de 5 650 paysans indiens se sont suicidés, soit 4,3 % des 133 266 suicides dans la population globale indienne. Les États du centre et de l'Ouest de l'Inde représentent 90 % de ces suicides de paysans : 2 568 dans l'État du Maharashtra, 898 en Telangana, 826 en Madhya Pradesh, 443 en Chhattisgarh et 321 en Karnataka.
L'Inde est un pays agraire dont environ 70 % de la population dépend directement ou indirectement de l'agriculture. Des militants et des érudits ont présenté un certain nombre de raisons contradictoires aux suicides de paysans, telles qu'un lourd endettement, des politiques gouvernementales médiocres, la corruption liée aux subventions, les mauvaises récoltes, la santé mentale publique[Quoi ?], des problèmes personnels ou des problèmes familiaux,,.

## Histoire

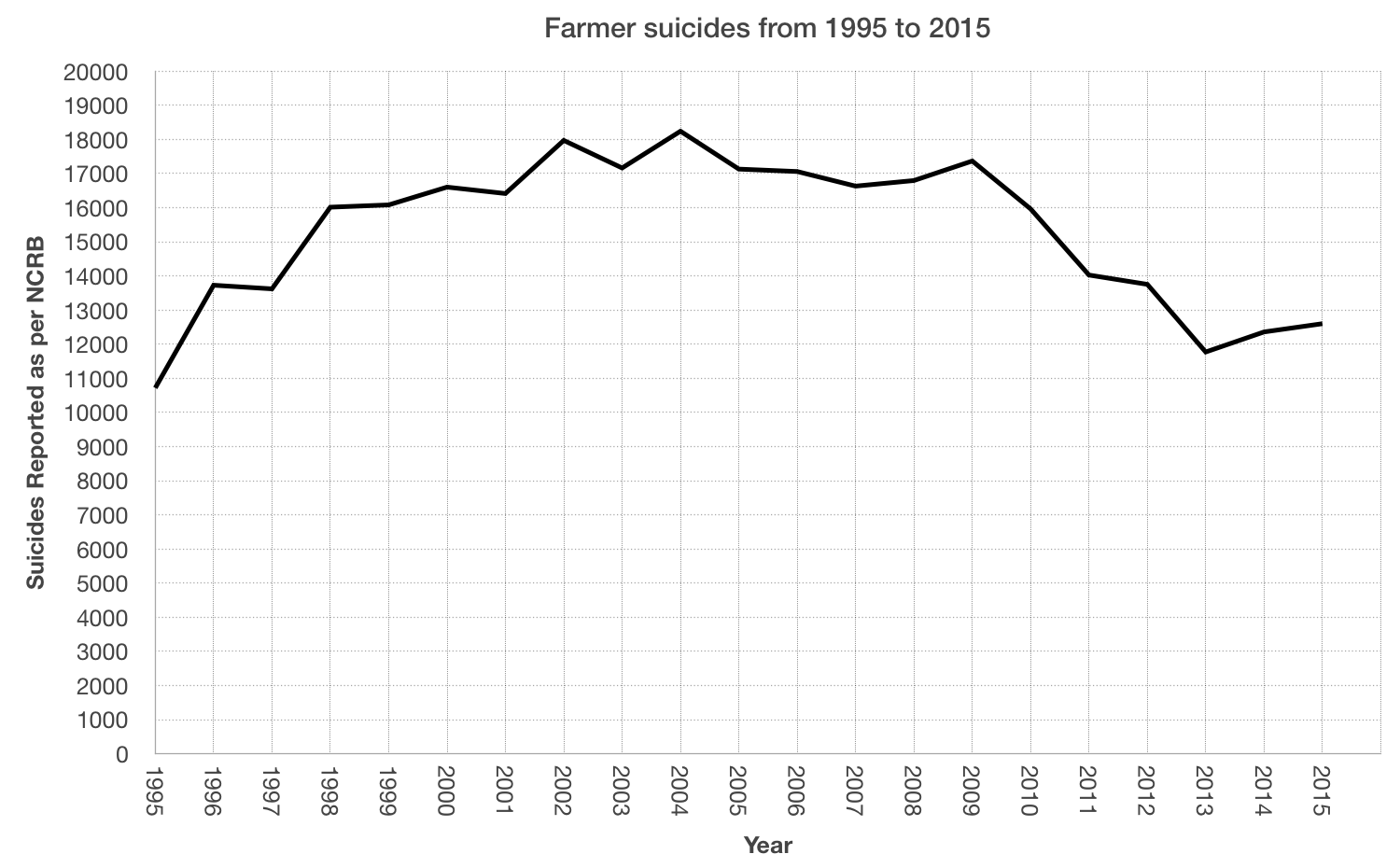
Nombre total de suicides d'agriculteurs signalés chaque année en Inde en tant que NCRBC, Inde ,,,

Les archives historiques relatives à la frustration, aux révoltes et au taux de mortalité élevé chez les agriculteurs indiens, en particulier les producteurs de cultures de rapport, remontent au XIXe siècle,. Cependant, les suicides dus à ces raisons étaient rares. Les taxes foncières élevées des années 1870, payables en espèces indépendamment des effets des famines fréquentes sur la production agricole ou la productivité, combinées à la protection coloniale de l'usure, des prêteurs et des droits des propriétaires terriens, ont contribué à généraliser la pénurie et la frustration du coton et d'autres fermiers menant finalement aux émeutes du Deccan de 1875-1877 .
Le gouvernement britannique a promulgué en 1879 la loi d'aide aux agriculteurs du Deccan, qui limitait le taux d’intérêt appliqué par les prêteurs aux producteurs de coton, mais l’appliquait de manière sélective à des zones qui servaient les intérêts du commerce du coton britannique,. Les taux de mortalité rurale étaient très élevés entre 1850 et les années 1940 dans l’Inde britannique à prédominance agraire,. Cependant, les décès liés à la famine dépassaient de loin ceux causés par le suicide, ce dernier étant officiellement classé dans la catégorie « blessures ». En 1897, le taux de mortalité classé dans la catégorie « blessures » était de 79 pour 100 000 habitants dans les provinces centrales de l'Inde et de 37 pour 100 000 dans la présidence de Bombay.
Ganapathi et Venkoba Rao ont analysé les suicides dans certaines parties du Tamil Nadu en 1966, et recommandé de limiter la distribution des composés organo-phosphorés agricoles. De même, Nandi et collaborateurs a souligné en 1979 le rôle des insecticides agricoles librement disponibles dans les suicides dans les zones rurales du Bengale occidental et a suggéré que leur disponibilité soit réglementée. Hegde a étudié les suicides en milieu rural dans les villages du Nord du Karnataka de 1962 à 1970 et a déclaré que le taux d'incidence de suicide était de 5,7 pour 100 000 habitants. Reddy, en 1993, a examiné les taux élevés de suicides d’agriculteurs dans l’Andhra Pradesh et leur relation avec la taille et la productivité des exploitations.
Les reportages dans la presse populaire sur les suicides d'agriculteurs en Inde ont commencé au milieu des années 1990, en particulier par Palagummi Sainath,. Dans les années 2000, la question a attiré l'attention internationale et diverses initiatives du gouvernement indien,.
Le Bureau national des archives criminelles, un bureau du gouvernement indien du ministère de l'Intérieur, recueille et publie des statistiques sur le suicide en Inde depuis les années 1950, selon les rapports annuels sur les décès et les suicides par accident en Inde. Il a commencé à collecter et à publier séparément les statistiques sur le suicide des agriculteurs à partir de 1995. 12 000 agriculteurs se sont suicidés au Maharastra entre 2015 et 2018.

## États touchés
Selon un rapport du Bureau national des archives criminelles, le Maharashtra (3030), le Telangana (1358), le Karnataka (1197), le Madhya Pradesh (581), l'Andhra Pradesh (516) et Chhattisgarh (854), sont les États qui ont le plus souffert de suicides d'agriculteurs.
Tamma Carleton, chercheur à l'université de Californie à Berkeley, a comparé les données sur le suicide et le climat, concluant que le changement climatique en Inde pourrait avoir une « forte influence » sur les suicides pendant la saison de croissance, déclenchant plus de 59 000 suicides en 30 ans.

## Causes
Diverses raisons ont été avancées pour expliquer les suicides d'agriculteurs en Inde, notamment : inondations, sécheresse, endettement, utilisation de semences génétiquement modifiées, santé publique, baisse de rendement causée par l'utilisation de pesticides en moindre quantité en raison d'investissements moindres. Il n'y a pas de consensus sur les causes principales,,, mais des études montrent que les victimes de suicide sont motivées par plus d'une cause, en moyenne trois causes de suicide ou plus, la principale raison étant l'incapacité de rembourser les prêts. Selon Panagariya, économiste à la Banque mondiale, « le suicide est motivé environ 25 % du temps par des raisons liées à l'agriculture » et « des études montrent systématiquement un endettement accru et un recours accru à des sources de crédit informelles » parmi les agriculteurs qui se suicident.
Une étude menée en 2014 a révélé trois caractéristiques spécifiques des agriculteurs à haut risque :
- Ceux qui cultivent des cultures de rapport tels que le café et le coton ;
- Ceux dont les exploitations sont « marginales », de moins d'un hectare ;
- Ceux affectés par des dettes de 300 roupies ou plus.

L'étude a également révélé que les États indiens dans lesquels ces trois caractéristiques sont les plus courantes présentent les taux de suicide les plus élevés.
| Raisons des suicides d'agriculteurs* (en 2002)                                                | Pour cent (des suicides) |
| Échec des cultures                                                                            | 16,8                     |
| Autres raisons                                                                                | 15,0                     |
| Problèmes familiaux (avec le conjoint ou d'autres)                                            | 13,3                     |
| Maladie chronique                                                                             | 9,7                      |
| Mariage de filles                                                                             | 5,3                      |
| Affiliation politique                                                                         | 4,4                      |
| Litiges de propriété                                                                          | 2,7                      |
| Fardeau de la dette                                                                           | 2,7                      |
| Baisse des cours                                                                              | 2,7                      |
| Emprunt abusif (par exemple pour la construction de maison)                                   | 2,7                      |
| Pertes d'activités non agricoles                                                              | 1,8                      |
| Échec du forage d'un puits                                                                    | 0,9                      |
| * Note : « Raisons données par les proches parents et amis. Chaque cas a plus d'une raison ». |                          |

Une enquête régionale menée en 2012 sur le suicide des agriculteurs dans les zones rurales de Vidarbha (en) (Maharashtra) et appliqué une méthode qualitative de hiérarchisation des causes exprimées parmi les familles d'agriculteurs qui s'étaient suicidés. Les raisons exprimées par ordre d'importance derrière les suicides d'agriculteurs étaient les suivantes : dette, alcoolisme, environnement, prix bas des produits, stress et responsabilités familiales, apathie, irrigation insuffisante, augmentation du coût de la culture, prêteurs privés, utilisation d'engrais chimiques et échec de la récolte. En d'autres termes, la dette liée au stress et aux responsabilités familiales ont été jugés nettement plus élevés que les engrais et les mauvaises récoltes. Dans une étude différente menée dans la même région en 2006, l'endettement (87 %) et la détérioration de la situation économique (74 %) constituaient des facteurs de risque de suicide majeurs.
Des études datant de 2004 à 2006 ont identifié plusieurs causes de suicide chez les agriculteurs, telles que des systèmes de crédit insuffisants ou risqués, la difficulté de cultiver des régions semi-arides, un revenu agricole faible, l’absence de sources de revenus alternatives, un ralentissement de l’économie urbaine qui a forcé des néophytes à l'agriculture, et l'absence de services de conseil appropriés,,. En 2004, en réponse à une demande de l’All India Biodynamic and Organic Farming Association, la Haute Cour de Bombay a demandé à l’Institut Tata de produire un rapport sur les suicides d’agriculteurs au Maharashtra, et l’institut a soumis son rapport en mars 2005, citant « le désintérêt du gouvernement, l’absence de filet de sécurité pour les agriculteurs et le manque d’accès à des informations liées à l’agriculture comme causes principales de la situation désespérée des agriculteurs dans l'État. »  
Une étude indienne réalisée en 2002 indiquait un lien entre les victimes qui se livraient à des activités entrepreneuriales (telles que de nouvelles cultures, des cultures de rapport et la spéculation sur les tendances du marché) et leur incapacité à atteindre les objectifs attendus en raison de toute une série de contraintes,.

### Politique économique du gouvernement
Des économistes comme Utsa Patnaik, Jayati Ghosh et Prabhat Patnaik suggèrent, que les changements structurels dans la politique macro-économique du gouvernement indien favorisant la privatisation, la libéralisation et la mondialisation sont à l'origine des suicides d'agriculteurs. D'autres contestent ce point de vue,.

### Cultures génétiquement modifiées
Un certain nombre de groupes d'activistes sociaux et d'études ont proposé un lien entre les cultures génétiquement modifiées coûteuses et les suicides d'agriculteurs,: notamment, le coton Bt (Bacillus thuringiensis) aurait été à l'origine des suicides d'agriculteurs. Les graines de coton Bt coûtent presque le double de celles ordinaires. Les coûts plus élevés ont obligé de nombreux agriculteurs à contracter des emprunts toujours plus importants, souvent auprès de prêteurs privés appliquant des taux d’intérêt exorbitants (60% par an). Les prêteurs obligent les agriculteurs à leur vendre leur coton à un prix inférieur à celui du marché. Selon les activistes, cela a créé une source d'endettement et de stress économique, voire de suicide, chez les agriculteurs. L'augmentation des coûts dans l'agriculture associée à la diminution des rendements, même avec l'utilisation de semences de coton Bt, est souvent citée comme une cause de détresse parmi les agriculteurs du centre de l'Inde. Des spécialistes affirment que cette théorie du coton Bt repose sur certaines hypothèses qui ignorent la réalité du terrain.

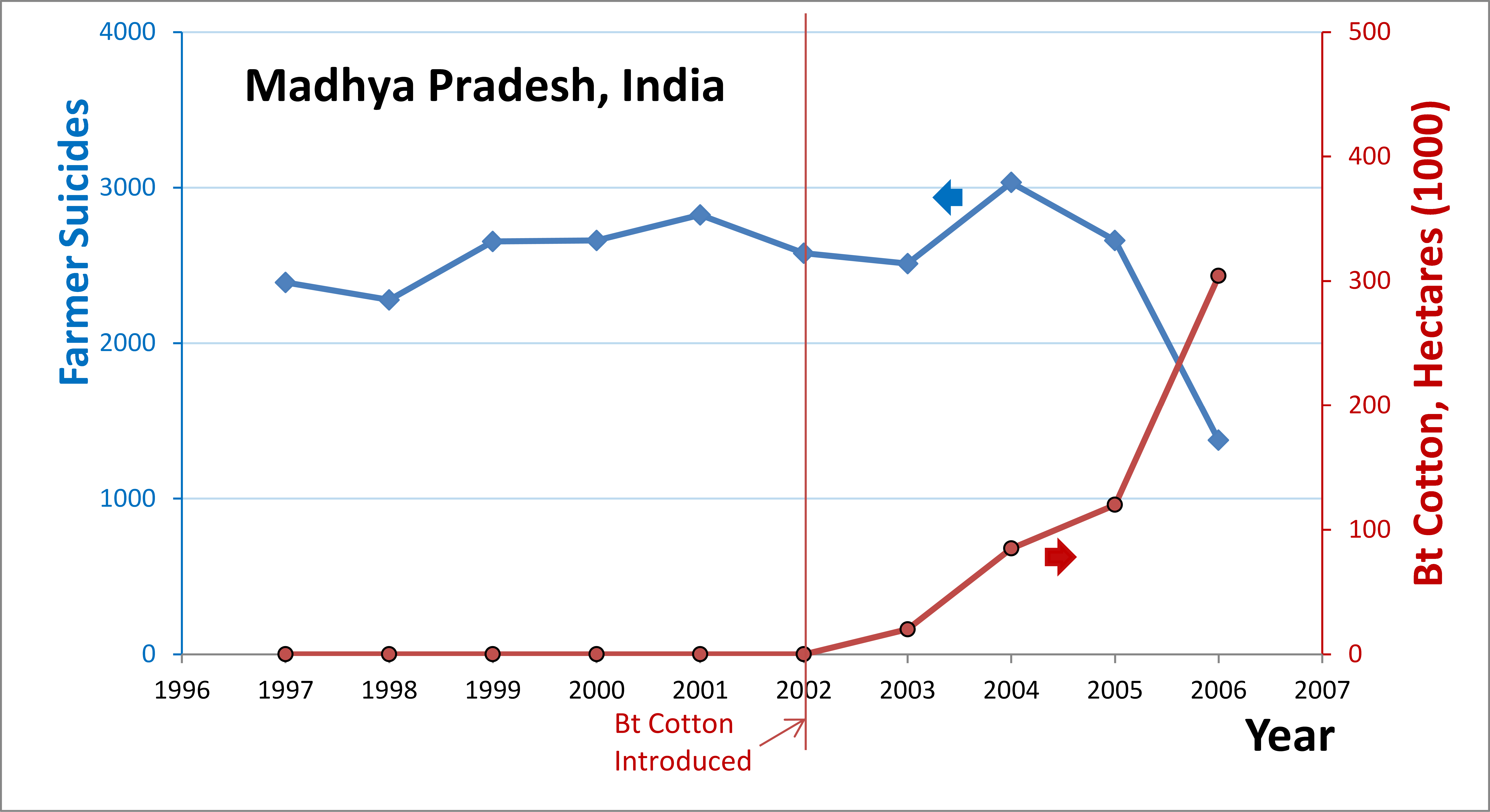
Usage de coton Bt et suicides d'agriculteurs dans le Madhya Pradesh en Inde, avant et après l'introduction du coton Bt en 2002

En 2008, un rapport publié par l’Institut international de recherche sur les politiques alimentaires (IFPRI), un groupe de réflexion sur les politiques agricoles basé à Washington, notait l’absence de données relatives aux « chiffres relatifs à la part réelle des agriculteurs qui se sont suicidés et qui cultivaient le coton Bt ». Afin d'évaluer l'existence « possible (et hypothétique) » d'un lien, l'étude a utilisé une « deuxième meilleure analyse » des preuves relatives aux suicides d'agriculteurs dans un premier temps et aux effets du coton Bt ; dans un deuxième temps, l’analyse a révélé qu’il n’existait pas de « relation générale claire entre le coton Bt et les suicides d’agriculteurs » mais a également indiqué qu’elle ne pouvait pas rejeter le « rôle potentiel des variétés de coton Bt dans l’augmentation discrète observée des suicides d’agriculteurs dans certains états et certaines années, en particulier au pic de 2004 dans l’Andhra Pradesh et le Maharashtra ». Le rapport notait également que les suicides d’agriculteurs étaient antérieurs à l’introduction commerciale officielle du coton Bt par Monsanto Mahyco en 2002 (et son introduction non officielle par Navbharat Seeds en 2001) et que ces suicides constituaient une part assez constante du taux de suicide national global depuis 1997. Le rapport note que si le coton Bt peut avoir été un facteur de suicide spécifique, sa contribution est probablement marginale par rapport aux facteurs socio-économiques,. Gruere et al. discutant  l'introduction et de l'augmentation de l'utilisation du coton Bt dans l'État du Madhya Pradesh depuis 2002 et de la baisse observée du nombre total de suicides chez les agriculteurs de cet État en 2006, s'interrogent sur la possibilité que l'augmentation de l'utilisation de coton Bt aurait en réalité amélioré la situation concernant le suicide des agriculteurs dans le Madhya Pradesh.
En 2011, un examen de la preuve concernant la relation entre le coton Bt et d'agriculteurs suicides en Inde a été publié dans le Journal of Development Studies, également par des chercheurs de l'IFPRI, qui a conclu que « les données disponibles ne montrent aucune preuve d'une résurgence de suicides d'agriculteurs. De plus, la technologie du coton Bt s'est révélée très efficace dans l'ensemble en Inde ». Matin Qaim estime que le coton Bt est controversé en Inde, quelles que soient les preuves scientifiques. Des groupes activistes anti-biotechnologiques en Inde réitèrent leur affirmation selon laquelle il existe des preuves d'un lien entre le coton Bt et les suicides d'agriculteurs, affirmation perpétuée par les médias. Ce lien entre le suicide des agriculteurs et l'industrie de la biotechnologie a conduit à des opinions négatives dans le processus d'élaboration des politiques publiques.
Stone suggère que l'arrivée et l'expansion du coton génétiquement modifié ont conduit à une campagne de désinformation de la part de toutes les parties, aggravant la situation de l'agriculteur. Les militants ont alimenté la légende de l'échec et du rejet du coton Bt par des déclarations sensationnelles de mort de bétail et de suicide d'agriculteurs, tandis que l'autre partie avait incorrectement déclaré que le coton Bt était un succès majeur basé sur une littérature peu concluante. La situation du cotoniculteur est complexe et continue d'évoluer, suggère Stone. Gilbert déclare en 2013 dans un article publié dans Nature : « Contrairement au mythe populaire, l'introduction en 2002 du coton Bt génétiquement modifié n'est pas associée à une hausse des taux de suicide chez les agriculteurs indiens ».
Dans une autre synthèse de 2014, Ian Plewis déclare : « En fait, les données disponibles ne corroborent pas la vision selon laquelle le nombre de suicides d'agriculteurs a augmenté à la suite de l'introduction du coton Bt. En considérant tous les États, il existe des preuves pour soutenir l'hypothèse selon laquelle l'inverse est vrai : les taux de suicide d'agriculteurs ont en fait diminué après 2005, alors qu’ils avaient augmenté avant »,.

## Statistiques

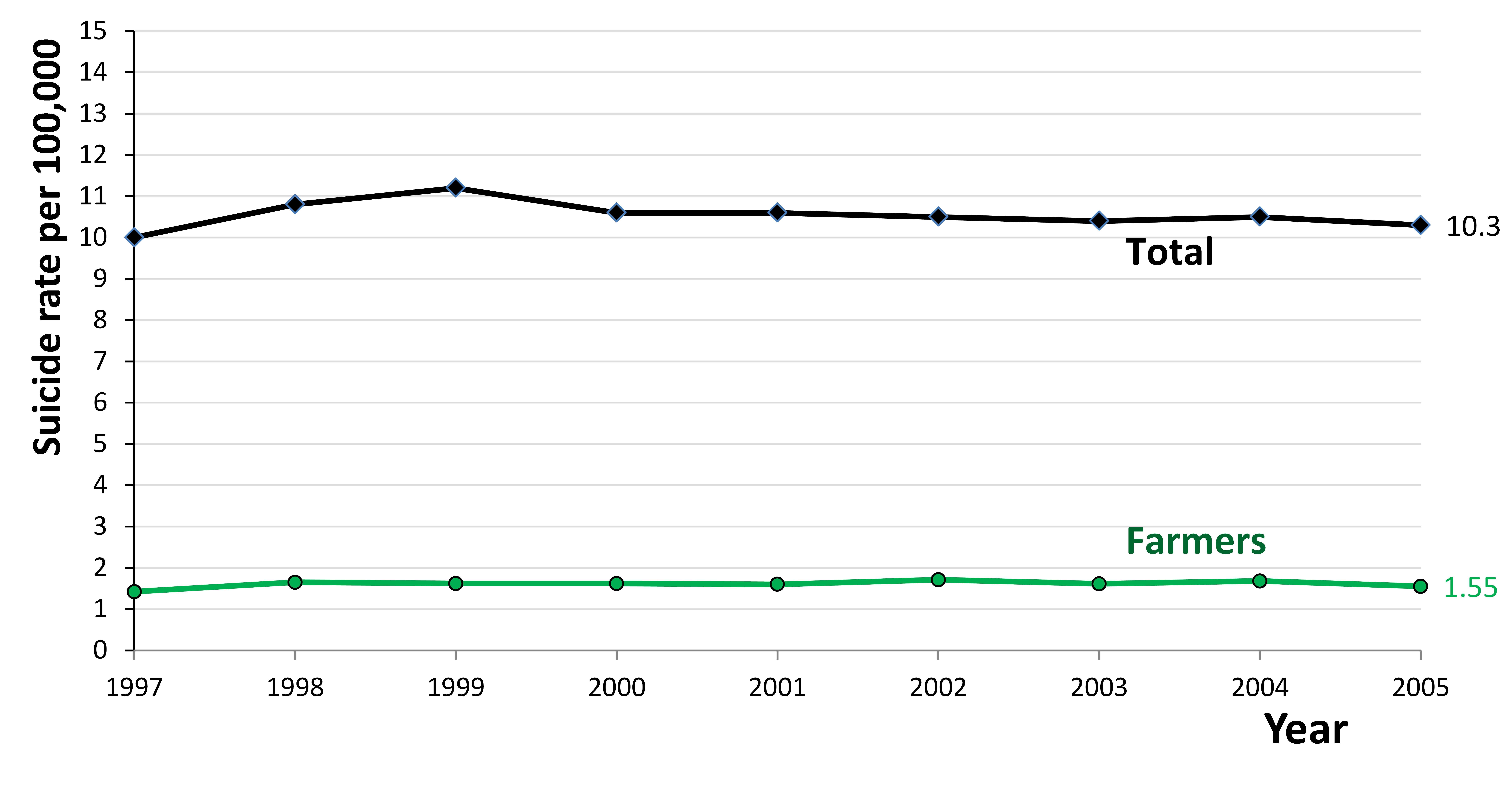
Paysans et taux de suicide total pour 100000 habitants en Inde,

### Statistiques générales
Dans son rapport annuel pour 2012, le Bureau national des archives criminelles signalait que 120 488 personnes s'étaient suicidées en Inde, dont 13 754 (11,4%) étaient des agriculteurs. Cinq États sur 29 cumulaient 10.486 suicides d’agriculteurs (76%): Maharashtra, Andhra Pradesh, Karnataka, Madhya Pradesh et Kerala; l'État du Maharashtra à lui seul, avec 3 786 suicides d'agriculteurs, représentait environ un quart du total des suicides d'agriculteurs indiens. De 2009 à 2016, 25 613 agriculteurs se sont suicidés dans cet État.
Les taux de suicide chez les agriculteurs du Bihar et de l'Uttar Pradesh, deux grands États indiens par leur taille et leur population, ont été environ 10 fois moins élevés que ceux du Maharashtra, du Kerala et de Pondichéry,. En 2012, il y a eu 745 suicides d'agriculteurs dans l'Uttar Pradesh, État dont la population est estimée à 205,43 millions d'habitants. En 2014, il y a eu huit suicides d'agriculteurs dans l'Uttar Pradesh.
Selon l'étude de l'IFPRI, 387 suicides ont été recensés au Gujarat, 905 au Kerala, 75 au Punjab et 26 au Tamil Nadu au cours de la période allant de 2005 à 2009. Alors que 1802 agriculteurs se sont suicidés au Chhattisgarh en 2009 et 1 126 en 2010, leur nombre est tombé à zéro en 2011, conduisant à des accusations de manipulation de données.
À la date de 2018, le gouvernement indien n'avait pas publié de données sur les suicides d'agriculteurs depuis 2015. Le directeur du Bureau national des archives criminelles, Ish Kumar, a déclaré que les données étaient en cours d'examen et que le rapport de 2016 serait probablement publié ultérieurement.

### Agriculteurs versus autres professions
Le taux de suicide des paysans indiens masculins (9,7 pour 100 000) est en réalité plus faible que dans l’ensemble de la population masculine (13,5 pour 100 000).
Patel et al., utilisant une étude statistique représentative basée sur un échantillon d'enquête de 2001 et 2003, ont extrapolé les schémas de suicide probables en 2010 pour l'Inde. Selon eux, les suicides en Inde parmi les chômeurs et les personnes exerçant des professions autres que le travail agricole étaient collectivement environ trois fois plus fréquents que chez les ouvriers agricoles et les cultivateurs propriétaires fonciers. Même dans toutes les professions des zones rurales, ils concluent que le suicide chez les travailleurs agricoles (y compris les agriculteurs) en Inde n'est pas plus fréquent que dans toute autre profession.
Le taux d'incidence des suicides en Inde, sur une base de 100 000 agriculteurs, n'est pas clair. Toutes les estimations sont spéculatives, car le nombre total réel d'agriculteurs par État ou pour l'Inde entière, n'est généralement pas disponible. Les suicides à la ferme pour 100 000 agriculteurs peuvent cependant être calculés de manière fiable pour 2001, car des données précises sur le nombre d’agriculteurs dans le pays et les États sont disponibles pour 2001 à partir du recensement de l’Inde. Le taux de suicide dans les exploitations agricoles était de 12,9 suicides pour 100 000 agriculteurs, ce qui était supérieur au taux de suicide général de 10,6 en 2001 en Inde. Chez les hommes, le taux de suicide était de 16,2 pour 100 000 agriculteurs, contre 12,5 pour 100 000 dans la population générale. Chez les femmes, le taux de suicide était de 6,2 pour 100 000 agricultrices, contre 8,5 pour 100 000 dans la population  générale.

## Comparaison internationale
Le suicide des agriculteurs est un phénomène mondial. En dehors de l'Inde, des études menées au Sri Lanka, aux États-Unis, au Canada et en Australie ont révélé que l'agriculture était une profession très stressante, associée à un taux de suicide plus élevé que celui de la population en général. Ceci est particulièrement vrai chez les petits agriculteurs et après des périodes de détresse économique. De même, après avoir examiné 52 publications scientifiques, Fraser et al. concluent que les populations d'agriculteurs du Royaume-Uni, d'Europe, d'Australie, du Canada et des États-Unis présentent les taux de suicide les plus élevés de tous les secteurs et qu'il existe de plus en plus de preuves que les agriculteurs sont plus à risque de développer des problèmes de santé mentale. Leur analyse réclame un large éventail de raisons derrière le suicide des agriculteurs dans le monde, y compris des problèmes de santé mentale, un environnement physique, des problèmes familiaux, un stress économique et des incertitudes.

## Dans la culture populaire
Summer 2007 (en) est un film du réalisateur débutant Suhail Tatari (en), qui s'est concentré sur la question des suicides d'agriculteurs dans la région de Vidarbha (en) dans le Maharashtra, à l'instar des films de Bollywood des années 2000-2010 Kissan (en) (2009), Peepli Live (en) (2010) et le film de Kollywood Kaththi (en) (2014). Avant cela The Dying Fields, un documentaire réalisé par Fred de Sam Lazaro a été diffusé en août 2007 dans la série télé Grand angle. Le film primé en 2010, Jhing Chik Jhing (en), est basé sur le thème émotionnel des suicides d'agriculteurs au Maharashtra : il montre combien le paysan a très peu de contrôle sur lui et l'impact de l'endettement sur sa famille. Mitti (en), un film d'Anshul Sinha (en) paru en 2018, présente la crise agraire et ses solutions possibles.

### Autres pays
En 2009, le musée international des femmes (IMOW, San Francisco) a examiné l'impact des suicides sur la vie des femmes et des enfants d'agriculteurs dans son exposition « Economica: Women and the Global Economy ». Leur diaporama « Growing Debt » et le texte de la conservatrice Masum Momaya intitulé « Money of her own » montraient combien de veuves se retrouvaient avec le fardeau des dettes de leurs maris et étaient obligées de travailler comme domestiques pour les rembourser ; il est également peu probable que les veuves se remarient, car d’autres hommes de la communauté ne souhaitaient pas assumer leurs dettes.
En 2019, le film français Au nom de la terre, inspiré de la propre histoire de son réalisateur, présente l'histoire du agriculteur français qui, dépassé par les dettes, se suicide avec des pesticides.